# Muránovo
Muránovo (en ruso: Мура́ново) es un museo situado en la región de Púshkino, óblast de Moscú, Rusia. La finca fue fundada en 1816 y desde entonces ha pertenecido a cuatro familias, incluyendo la familia de Fiódor Tiútchev. Su edificio principal fue construido en madera en 1842 por Yevgeni Baratynski, otro poeta ruso de renombre. En agosto de 1920, el estado lo convirtió en un museo.
Muránovo contiene muchas reliquias de importancia histórica como el mobiliario original, manuscritos y obras de arte, que originalmente pertenecían a Tiútchev, Baratynski y sus familias.
En julio de 2006, un incendio por parte de un relámpago casi destruyó el edificio principal. Sin embargo, casi todas las pruebas fueron salvadas, y la finca desde entonces ha sido restaurada.